# Codex Koridethi
Der Codex Koridethi oder Codex Coridethianus (Gregory-Aland no. Θ oder 038; von Soden ε 050) ist eine griechische Handschrift des Neuen Testaments, die auf das 9. Jahrhundert datiert wird. 

## Inhalt
Die Handschrift besteht aus den vier Evangelien auf 249 Pergamentblättern mit Lücken in Matthäus 1,1–9; 1,21–4,4; und 4,17–5:4. Das Format ist 29 × 24 cm, der Text steht in zwei Spalten von 25 bis 28 Zeilen. 

## Text
Der griechische Text des Codex repräsentiert den byzantinischen Texttyp in den Evangelien Matthäus, Lukas und Johannes, aber den cäsareanischen in Markus. Diese Handschrift ist Hauptrepräsentant des Cäsarea-Textes. Der Text des Codex wird der Kategorie II zugeordnet. 
Es fehlt die Pericope Adulterae (Johannes 7,53–8,11).

## Geschichte
Er ist benannt nach einem seiner früheren Aufbewahrungsorte, Koridethi, einem Ort in der Nähe von Batumi am Schwarzen Meer.
Der Codex wird im Institut für Handschriften (Gr. 28) in Tiflis verwahrt.